# Grêmio Osasco Audax
O Grêmio Osasco Audax (conhecido apenas por Audax ou Osasco Audax) é um clube brasileiro de futebol sediado na cidade de Osasco, região metropolitana do estado de São Paulo. Foi fundado em 8 de dezembro de 1985 por Eduardo Silva, Blasio Konzen (2016), Joao Paulo de Sousa Filho e Antunes Martinez. Suas cores são vermelho e branco. Atualmente, o clube disputa a Segunda Divisão do Campeonato Paulista, equivalente ao quinto nível estadual.
Mantém seu centro de treinamento na Vila Yolanda e um estádio na Cidade de Deus, dentro do Bradesco, onde a base do Audax manda seus jogos. Depois de passagens pelo Pacaembu, Rua Javari, Nicolau Alayon, Alfredo Chiavegato, atualmente manda seus jogos no estádio José Liberatti, na cidade de Osasco. Até o mês de julho de 2011 era denominado como Pão de Açúcar Esporte Clube (PAEC), depois mudou para Audax SP Esporte Clube, como ficou conhecido até dezembro de 2013.
No dia 22 de setembro de 2013, o clube foi comprado pelo Grêmio Osasco, juntamente com o Audax Rio de Janeiro Esporte Clube, e passou a receber a denominação atual. Em 2016, o Audax chegou até a final do Campeonato Paulista quando perdeu a final para o Santos por 1 a 0 . A equipe ainda é lembrada pelo estilo de jogo diferente de Fernando Diniz.
O Audax também possui grande destaque no futebol feminino, tendo conquistado a Copa do Brasil de 2016 e a Libertadores da América de 2017 em parceria com o Corinthians.

## História

### Fundação e início como projeto social
O Pão de Açúcar Esporte Clube foi fundado no dia 8 de dezembro de 1985 pelo empresário Abílio Diniz como um time formador de atletas, constituindo de um projeto social para proporcionar oportunidade de práticas esportivas para crianças de 7 a 14 anos. Essa foi uma iniciativa para iniciar o apoio do Grupo Pão de Açúçar a projetos sociais e de formação de atletas. Porém, neste início, as modalidades eram focadas no atletismo.

### A entrada do futebol e categorias de base
O futebol só começou em 2003, com a realização da Super Copa Compre Bem. A competição reuniu cerca de 70 mil garotos e, destes, 72 foram escolhidos para fazer parte das equipes Sub 15 e 17, que, no ano seguinte, representariam o clube nos campeonatos estaduais. Dessa forma, as primeiras equipes de futebol do ainda  Pão de Açúcar foram montadas com foco na futura profissionalização e formação de novos talentos para o futebol brasileiro.
Assim, a equipe se filiou à FPF no início de 2004, pelo nome Pão de Açúcar Esporte Clube,sendo considerado indiretamente como " clube formador".
Logo no início, as equipes conquistaram diversos resultados importantes, dando ao Pão de Açúcar uma perspectiva de anos promissores.

### Parceria e profissionalização
Os jovens cresceram e chegaram à idade de se profissionalizarem. Assim, buscando adentrar em competições oficiais para dar novas oportunidades aos jovens jogadores formados, o Pão de Açúcar buscou formar parcerias para fortalecer seu departamento de futebol, culminando em seu crescimento. Por isso, no ano de 2006, o clube firmou uma parceria com o Juventus e emprestou seus atletas para a disputa da Série A1 do Campeonato Paulista em 2006. O oitavo lugar do time da capital animou a diretoria do Pão de Açúcar Esporte Clube (PAEC), que no ano seguinte inscreveu a equipe na disputa da Quarta Divisão do Campeonato Paulista, denominada Segunda Divisão pela Federação Paulista de Futebol.

### Primeira partida oficial
A primeira partida oficial dos profissionais do clube foi no dia 7 de abril de 2007, contra o Jabaquara, válida pela Quarta Divisão do Campeonato Paulista. Lima marcou dois gols pelo PAEC e o resultado final foi 2×2. 357 pessoas foram assistindo no jogo.
Apesar da Eliminação na 2ª Fase, ficando na 3ª colocação num grupo em que os dois primeiros garantiam vaga à fase seguinte (naquele ano, passaram no grupo do PAEC as equipes do Batatais e ECUS), a equipe conseguiu grandes resultados, como a maior goleada no torneio (Audax 9 a 0 no Guarujá, em 30 de junho de 2007) e a maior goleada da 1ª fase da competição (Audax 6 a 0 no Barcelona, em 28 de abril de 2007).
Neste mesmo ano, o clube também participou pela primeira vez da Copa São Paulo de Futebol Júnior, além de ter conseguido chegar até as finais dos campeonatos Sub 15 e 17.

### Rápida ascensão

#### Primeiro título profissional
A partir de 2008, iniciou-se uma ascensão da equipe, que conquistou dois acessos consecutivamente, alcançando a Série A2.
Em 2008, a equipe disputou novamente a Série B, mas realizou uma campanha muito melhor do que a do ano anterior. Na 1ª fase, num grupo composto por 8 equipes, sendo elas o Grêmio Osasco (Osasco), Taboão da Serra (Taboão da Serra), Guarujá (Guarujá), São Vicente (São Vicente), Osasco FC (Osasco), Paulistano de São Roque (São Roque) e Jabaquara (Santos), a equipe conseguiu terminar em 2º, atrás apenas do Grêmio Osasco, que ironicamente seria seu futuro comprador no final de 2013. A campanha do na época Pão de Açúcar foi a seguinte:
|  | v d e |

| Pos | Times         | Pts | J  | V | E | D | GP | GC | SG  | %    | Expulso | Penalizado com cartão amarelo | TF  | Classificação ou rebaixamento          |
| --- | ------------- | --- | -- | - | - | - | -- | -- | --- | ---- | ------- | ----------------------------- | --- | -------------------------------------- |
| 2   | Pão de Açúcar | 26  | 14 | 8 | 2 | 4 | 31 | 17 | +14 | 61,9 | 1       | 29                            | 262 | Classificado à 2ª fase da Série B 2008 |

Na 2ª fase, a equipe enfrentou outras 5 equipes. Estas eram: Guaçuano (Mogi Guaçu), ECUS (Suzano),  Guariba EC (Guariba), Fernandópolis (Fernandópolis) e Saltense
(Salto). Ao contrário da 1ª fase, a equipe conseguiu passar em 1º lugar, passando junto com o Guaçuano a 3ª fase.
|  | v d e |

| Pos | Times         | Pts | J  | V | E | D | GP | GC | SG  | %  | Expulso | Penalizado com cartão amarelo | TF  | Classificação ou rebaixamento          |
| --- | ------------- | --- | -- | - | - | - | -- | -- | --- | -- | ------- | ----------------------------- | --- | -------------------------------------- |
| 1   | Pão de Açúcar | 24  | 10 | 8 | 0 | 2 | 28 | 11 | +17 | 80 | 0       | 23                            | 192 | Classificado à 3ª fase da Série B 2008 |

Na 3ª fase, que valia o acesso à Série A3 2009, o PAEC enfrentou 3 equipes, sendo Campinas (Campinas), Red Bull Brasil (Campinas) e Américo (Américo Brasiliense). A equipe terminou líder de seu grupo, sendo uma das equipes classificadas à 4ª fase (final do campeonato) e garantido o acesso.
|  | v d e |

| Pos | Times         | Pts | J | V | E | D | GP | GC | SG | %    | Expulso | Penalizado com cartão amarelo | TF | Classificação ou rebaixamento                          |
| --- | ------------- | --- | - | - | - | - | -- | -- | -- | ---- | ------- | ----------------------------- | -- | ------------------------------------------------------ |
| 1   | Pão de Açúcar | 12  | 6 | 4 | 0 | 2 | 16 | 12 | +4 | 66,6 | 0       | 11                            | 94 | Classificado à Série A3 2009 e à final da Série B 2008 |

Na 4ª fase (final), a equipe enfrentou o Batatais, da cidade de Batatais. A final foi disputada em partidas de ida e volta, sendo que o então Pão de Açúcar teve a vantagem de realizar o jogo de volta em casa por ter melhor campanha. Em ambas as partidas, a equipe do PAEC venceu por 2 a 1, derrotando o Batatais pelo placar agregado de 4 a 2 e com isso sagrou-se campeão da Série B 2008, conquistando o primeiro título do clube no futebol profissional e o primeiro título a nível estadual. O autor do gol do título foi Sérgio Lobo.
Em categorias de base, a equipe continuou conquistando diversos resultados positivos, Nesse ano, a equipe conquistou sua melhor campanha na história na Copa São Paulo de Futebol Júnior até então, chegando até as oitavas-de-final, sendo eliminado apenas pelo Santos por 1 a 0.
Além disso, a equipe conquistou o título de campeão do Campeonato Paulista de Futebol - Sub-17 de 2008, ao derrotar o Barueri na final.

#### Rápida passagem pelaSérie A3e acesso
No ano seguinte, a equipe realizava sua estreia na Série A3. O torneio foi disputado em três fases, sendo elas as seguintes:
- Primeira fase: Os 20 participantes jogam todos contra todos, em turno único. As 8 equipes que mais somarem pontos nessa etapa classificam-se para a segunda fase. Os quatro últimos colocados serão rebaixados para a Série B em 2010.
- Segunda fase: Os 8 classificados são divididos em 2 grupos de 4 equipes. Todos se enfrentam em turno e returno. Os dois primeiros colocados de cada grupo, estarão promovidas à Série A2 de 2010, sendo que os primeiros colocados de cada grupo passam para a fase final.
- Final: Os 2 finalistas disputam entre si dois jogos finais, que estabelecem o campeão da Série A3.

Na 1ª fase, a equipe do Pão de Açúcar ficou em 2º lugar, atrás apenas do Votoraty, de Votorantim, ficando a 4 pontos deste. A campanha a equipe foi a seguinte:
|  | v d e |

| Pos | Times         | Pts | J  | V  | E | D | GP | GC | SG | %    | Expulso | Penalizado com cartão amarelo | TF  | Classificação ou rebaixamento           |
| --- | ------------- | --- | -- | -- | - | - | -- | -- | -- | ---- | ------- | ----------------------------- | --- | --------------------------------------- |
| 2   | Pão de Açúcar | 35  | 19 | 11 | 2 | 6 | 31 | 27 | +4 | 61,4 | 7       | 44                            | 302 | Classificado à 2ª fase da Série A3 2009 |

Na 2ª fase, a equipe foi alocada no Grupo 3 que, de acordo com o artigo 7 do regulamento, seria composto da seguinte forma:
| Grupo 3                      |
| ---------------------------- |
| 2º Colocado da Primeira Fase |
| 3º Colocado da Primeira Fase |
| 6º Colocado da Primeira Fase |
| 7º Colocado da Primeira Fase |

Dessa forma, o grupo do PAEC foi composto pelas seguintes equipes:
- Grêmio Osasco (Osasco) - 3º Colocado da Primeira Fase;
- XV de Piracicaba (Piracicaba) - 6º Colocado da Primeira Fase;
- Penapolense (Penápolis) - 7º Colocado da Primeira Fase;

No total, a equipe do Pão de Açúcar disputou 6 partidas nessa fase, sendo que seu desempenho foi suficiente para terminar em 2º lugar no grupo, atrás apenas do Grêmio Osasco.
Dessa forma, o PAEC conquistou um inédito acesso à Série A2 2010, apesar de não conseguir a vaga para disputar a Final do campeonato. Sua campanha nessa fase foi a seguinte:
|  | v d e |

| Pos | Times         | Pts | J | V | E | D | GP | GC | SG | %  | Expulso | Penalizado com cartão amarelo | TF | Classificação ou rebaixamento |
| --- | ------------- | --- | - | - | - | - | -- | -- | -- | -- | ------- | ----------------------------- | -- | ----------------------------- |
| 2   | Pão de Açúcar | 9   | 6 | 3 | 0 | 3 | 14 | 11 | +3 | 50 | 2       | 11                            | 88 | Classificado à Série A2 2010  |

Assim, a equipe terminou o torneio na 3ª posição geral. Por ficar entre os quatro primeiros, subiu para a Série A2.

#### Estreia naCopa Paulista de Futebol
Neste mesmo ano, a equipe do Pão de Açúcar se inscreveu para participar da Copa Paulista de Futebol de 2009, buscando aumentar a qualidade de seu futebol profissional e buscar um maior desenvolvimento. A equipe disputou o título com outras 31 associações.
A equipe alcançou a 2ª fase da competição, ficando em 3º num grupo com Rio Preto, Paulista e Mogi Mirim.

### Estabilidade naSérie A2

#### Quase-acesso àSérie A1
Em 2010, ocorria sua primeira participação na Série A2. O regulamento da competição era similar ao da Série A3 2009, com a diferença de que não haveria uma 3ª fase (Final) para decidir o título da competição, e este seria a equipe que terminasse a 2ª Fase com o melhor desempenho. O PAEC dava mostras que seria um dos favoritos ao acesso na temporada. Permaneceu durante as 19 rodadas da primeira fase entre os oito primeiros colocados e se manteve na segunda posição durante oito jornadas. A campanha da equipe, que terminou tal fase em 3º foi a seguinte:
|  | v d e |

| Pos | Times         | Pts | J  | V  | E | D | GP | GC | SG  | %     | Expulso | Penalizado com cartão amarelo | TF  | Classificação ou rebaixamento           |
| --- | ------------- | --- | -- | -- | - | - | -- | -- | --- | ----- | ------- | ----------------------------- | --- | --------------------------------------- |
| 3   | Pão de Açúcar | 40  | 19 | 12 | 4 | 3 | 35 | 19 | +16 | 70,17 | 2       | 57                            | 295 | Classificado à 2ª fase da Série A2 2010 |

Porém, na segunda fase, não repetiu o mesmo desempenho. De acordo com o regulamento, o grupo seria composto da seguinte forma:
| Grupo 3                      |
| ---------------------------- |
| 2º Colocado da Primeira Fase |
| 3º Colocado da Primeira Fase |
| 6º Colocado da Primeira Fase |
| 7º Colocado da Primeira Fase |

Dessa forma, o grupo do PAEC foi composto pelas seguintes equipes:
- Linense (Lins) - 2º Colocado da Primeira Fase;
- União Barbarense (Santa Bárbara d'Oeste) - 6º Colocado da Primeira Fase;
- São Bernardo (São Bernardo do Campo) - 7º Colocado da Primeira Fase;

No total, a equipe do Pão de Açúcar disputou 6 partidas nessa fase, e sucumbiu, terminando em 3º em um grupo que contou com Linense como líder e campeão da Série A2 2010, São Bernardo (que subiu junto com o Linense). A campanha da equipe do PAEC na 2ª fase foi a seguinte:
|  | v d e |

| Pos | Times         | Pts | J | V | E | D | GP | GC | SG | %     | Expulso | Penalizado com cartão amarelo | TF  | Classificação ou rebaixamento |
| --- | ------------- | --- | - | - | - | - | -- | -- | -- | ----- | ------- | ----------------------------- | --- | ----------------------------- |
| 3   | Pão de Açúcar | 6   | 6 | 1 | 3 | 2 | 9  | 11 | -2 | 33,33 | 2       | 19                            | 114 |                               |

#### Fraco desempenho naCopa Paulista de 2010
Na Copa Paulista de 2010, a equipe do PAEC buscava um melhor desempenho do que em sua estreia no ano passado, no qual havia atingido a 2ª fase. Mas o resultado obtido pelo time foi muito aquém do esperado.
A equipe, comandada pelo então técnico Serginho, ficou em 5º lugar no Grupo D, composto de 8 equipes, mas apenas os quatro primeiros colocados avançavam. Mesmo com a eliminação, o PAEC conquistou um feito: empatou 8 dos 14 jogos disputados, sendo um recorde de empates na 1ª fase, sustentado até hoje. Na classificação geral, a equipe ficou em 18º num total de 29 participantes.

#### 300 gols na história e decepção em 2011
Na Série A2 2011, as 20 equipes foram divididas em 2 grupos com 10 equipes cada, sendo que os 4 primeiros de cada grupo avançavam à 2ª fase. O grupo do PAEC tinha as seguintes equipes:
- São José-SP (São José dos Campos)
- XV de Piracicaba (Piracicaba)
- Atlético Sorocaba (Sorocaba)
- Guarani (Campinas)
- Red Bull Brasil (Campinas)
- Palmeiras B (São Paulo)
- União Barbarense (Santa Bárbara d'Oeste)
- São Bento (Sorocaba)
- Rio Branco-SP (Americana)

A equipe do PAEC fez uma campanha abaixo das expectativas, ficando apenas em 6º lugar,e sendo eliminada ainda na 1ª fase. No geral, a equipe terminou o torneio num modesto 10º lugar. Apesar disso, a equipe terminou a 1ª fase com o melhor ataque da competição, com 35 gols. Sua campanha nesse torneio foi a seguinte:
|  | v d e |

| Pos | Times         | Pts | J  | V | E | D | GP | GC | SG  | %  | Expulso | Penalizado com cartão amarelo | TF  | Classificação ou rebaixamento |
| --- | ------------- | --- | -- | - | - | - | -- | -- | --- | -- | ------- | ----------------------------- | --- | ----------------------------- |
| 6   | Pão de Açúcar | 27  | 18 | 7 | 6 | 5 | 35 | 20 | +15 | 50 | 3       | 30                            | 255 |                               |

Nesse campeonato, o PAEC atinge a marca de 300 gols na história. O 300º gol foi alcançado na vitória por 4 a 0 sobre o São Bento, no Estádio Nicolau Alayon, em São Paulo pela 15ª rodada da Série A2 2011. O autor do gol histórico foi o atacante Rafael Martins.

### Mudança de nome
No dia 17 de julho de 2011, no jogo de estreia na Copa Paulista de 2011, o Pão de Açúcar Esporte Clube entrou em campo com novo nome, escudo e uniforme. O clube passou a se chamar Audax SP. A mudança partiu da fusão entre o Pão de Açúcar e do Sendas e de um estudo encomendado pelo Grupo Pão de Açúcar a uma agência de consultoria em gestão de marcas com o objetivo de aproximar o time ainda mais dos torcedores.

### Acesso àSérie A1e venda

#### O acesso histórico
No dia 28 de abril de 2013, depois de três anos disputando a Série A2, finalmente conseguiu o tão esperado acesso a elite do Campeonato Paulista, após fazer uma excelente campanha na 1ª fase do campeonato, chegando a ter ficado com 5 pontos de vantagem do segundo colocado, a Portuguesa. Já na 2ª fase, o time sofreu e chegou a ficar três jogos sem vencer. Mas nas duas últimas rodadas o Audax reagiu, e na última rodada, jogando no Estádio Nicolau Alayon, o Audax venceu o Red Bull Brasil por 2x1 e com a combinação de derrota do Guaratinguetá, o clube conseguiu pela primeira vez o direito de disputar a Primeira Divisão do Paulistão.

#### O Audax muda de donos
No dia 22 de maio de 2013, o presidente do Grupo Casino, Jean-Charles Naouri, grupo que controla as ações do Grupo Pão de Açúcar, decidiu colocar os clubes de São Paulo e do Rio de Janeiro a venda, alegando que com os dois clubes na elite dos campeonatos paulista e carioca, o grupo teria que arcar com muitas despesas a mais do que gasta atualmente, e isto não seria benéfico ao grupo que tem como função principal a área de supermercado.
Depois de muitas brigas e dúvidas entre Jean-Charles Naouri e Abílio Diniz, no dia 22 de setembro enfim o Audax é vendido a Mário Teixeira, então membro do conselho do Bradesco e vice-presidente do Grêmio Osasco, clube da grande São Paulo. Com a venda, o nome da equipe foi alterado de Audax São Paulo Esporte Clube para Grêmio Osasco Audax, bem como escudo e uniformes. Contudo, a equipe continua sendo chamada de Audax.

### Estreia naSérie A1

#### O primeiro jogo
A equipe do Audax debutou na Série A1 2014, disputando pela primeira vez o escalão mais alto do Futebol Paulista num jogo contra o Paulista de Jundiaí. O jogo foi no estádio Jayme Cintra, terminando com um empate em 0 X 0.

#### Primeiro confronto contra um "grande"
Na 2ª rodada, pela primeira vez o Audax enfrentou um dos 4 clubes considerados grandes de São Paulo. No caso, o adversário foi o Santos. O jogo foi disputado no Estádio do Pacaembu. O resultado da partida terminou num empate em 1 X 1. O autor do gol do Audax foi Caion, que além de fazer o primeiro gol dos vermelhinhos contra um time grande, foi também o autor do 1º gol do Audax na Série A1 2014.

### Temporada 2016Série A1

#### Primeira vitória contra um grande
Na 10ª rodada do paulistão 2016 o Audax enfrentou o Palmeiras, em um jogo onde o Audax se portou como um legitimo ''grande'', dominando o Palmeiras no primeiro tempo inteiro e na maior parte do segundo tempo.
O Audax abriu o placar com 10 minutos do primeiro tempo com Velicka de pênalti e aos 32 min com um lindo gol de Camacho. O Audax ainda perdeu outras 2 boas chances claras de gol. No segundo tempo, após substituição de Felipe Alves, o Palmeiras descontou. Final: Audax 2 x 1 Palmeiras.

#### Primeira classificação para as fases finais com primeira goleada contra um grande
Contra o São Bento pela 14ª rodada, jogando em Osasco o Audax garantiu sua classificação antecipada para as quartas-de-finais, um feito inédito para a equipe.
O primeiro tempo teve 10 minutos muito intensos. Aos 12 o São Bento quase abriu o placar com Airton. Na sequência Henal evitou uma clara oportunidade de gol do Audax. O São Bento respondeu rápido e Edno perdeu uma ótima oportunidade aos 14. O gol saiu no lance seguinte, com Marcelo Cordeiro, mas os donos da casa empataram aos 19, com Bruno Paulo. Depois, as equipes criaram menos, mas o Audax foi quem chegou com mais perigo.
Na segunda etapa, o São Bento apostou nos contra-ataques e o Audax jogou quase o tempo todo no campo de defesa do time de Sorocaba. O goleiro Henal apareceu bem em diversas oportunidades. Sidão também garantia a vitória nas escapadas do São Bento. A persistência e a busca pela vitória foi recompensada aos 50 minutos quando o time da casa chegou trocando passes e Márcio Diogo deu um leve toque de calcanhar para Ytalo mandar para o fundo da rede e garantir o resultado que dá a vaga à equipe de Osasco. Nas quartas eliminou o São Paulo com uma goleada fácil de quatro a um.

#### Primeira final do clube osasquense
Num dos melhores jogos do Campeonato Paulista até o momento, o Audax eliminou o Corinthians nos pênaltis, após empate em 2 a 2 no tempo normal, na noite deste sábado, na Arena Corinthians. Com dois golaços de fora da área e seu toque de bola característico, um de Bruno Paulo e outro de Tchê Tchê, o time de Osasco esteve por duas vezes à frente do placar e ainda quase marcou o terceiro, mas acabou precisando dos penais para eliminar o Corinthians. Fagner (na trave) e Rodriguinho (defesa de Sidão) desperdiçaram suas cobranças. Camacho, o craque do Audax, foi o responsável pela última cobrança, decretando os 4 a 1 na decisão por pênaltis.

### Parceria com o Oeste
Após uma ótima campanha no Paulistão de 2016, o Audax confirmou uma parceria com o Oeste para a temporada seguinte, cedendo alguns jogadores para o Oeste em troca.  No início da temporada de 2017, o Audax, já com alguns jogadores emprestados, não conseguiu fazer uma campanha boa como no ano anterior e foi rebaixado em último colocado na tabela geral;  na Série B de 2017, a equipe quase caiu. No final do ano, o Audax confirmou o fim da parceria. 

### Rebaixamento para a Série A3
Em menos de 2 anos, o clube foi de finalista do Campeonato Paulista para um rebaixamento amargurado para a Série A3 de 2019. Com apenas 2 vitórias, 5 empates e 8 derrotas, com 11 pontos somados, os "Vermelhinhos" foram rebaixados, começando assim a queda do Audax. 

### Volta por cima
No ano de 2019, o Audax deu uma reviravolta em sua história e foi campeão da Série A3. Na primeira fase, passou sufoco, ficando em oitavo lugar com 22 pontos; nas quartas de final, a equipe de Osasco despachou o Velo Clube, e nas semifinais passou pelo Barretos, onde conseguiu o acesso para a Série A2. Na final, o clube faturou o título sobre o Monte Azul. 

### Dificuldades e quase rebaixamento
O título de 2019 parecia um respiro para o Audax, mas o clube brigou contra o rebaixamento em 2020 na Série A2, e na Copa Paulista, chegou a passar de fase, mas foi eliminado logo nas oitavas pela Portuguesa Santista. 

### A queda definitiva
Após 3 temporadas na A2 paulista, o clube foi rebaixado para a Série A3 de 2024. 

## Títulos

### Futebol masculino
| ESTADUAIS | ESTADUAIS                      | ESTADUAIS | ESTADUAIS   |
|           | Competição                     | Títulos   | Temporadas  |
| --------- | ------------------------------ | --------- | ----------- |
|           | Campeonato Paulista - Série A3 | 1         | 2019        |
|           | Campeonato Paulista - Série A4 | 1         | 2008        |
| TOTAL     |                                |           |             |
|           | Competição                     | Títulos   | Temporadas  |
|           | Títulos oficiais               | 2         | 2 estaduais |

### Campanhas de destaque
| DESTAQUES                      | DESTAQUES                                    |
| Competição                     | Resultados                                   |
| ------------------------------ | -------------------------------------------- |
| Campeonato Paulista            | Vice-campeão (2016)                          |
| Campeonato Paulista – Série A2 | 3º colocado (2013) 5º colocado (2010 e 2012) |
| Campeonato Paulista – Série A3 | 4º colocado (2009)                           |
| Copa Paulista                  | Vice-campeão (2012 e 2013)                   |

## Estatísticas

### Participações
|  | Participações em 2025 |

| Competição | Competição          | Temporadas | Melhor campanha            | Estreia | Última | A | R |
| São Paulo  | Campeonato Paulista | 4          | Vice-campeão (2016)        | 2014    | 2017   |   | 1 |
| São Paulo  | Série A2            | 8          | 3º colocado (2013)         | 2010    | 2022   | 1 | 2 |
| São Paulo  | Série A3            | 2          | Campeão (2019)             | 2009    | 2023   | 2 | 1 |
| São Paulo  | Série A4            | 4          | Campeão (2008)             | 2007    | 2025   | 1 | 1 |
| São Paulo  | Copa Paulista       | 9          | Vice-campeão (2012 e 2013) | 2009    | 2020   |   |   |
| Brasil     | Série D             | 2          | 59º colocado (2016)        | 2016    | 2017   | – |   |
| Brasil     | Copa do Brasil      | 1          | 2ª fase (2017)             | 2017    | 2017   |   |   |

### Últimas dez temporadas
Legenda:
| Campeão Vice-campeão Eliminado nas semifinais | Campeão e promovido à divisão superior Vice-campeão e/ou promovido à divisão superior Rebaixado à divisão inferior | Classificado à fase de grupos da Copa Libertadores Classificado à fase preliminar da Copa Libertadores Classificado à Copa Sul-Americana |

### Retrospecto em competições oficiais
Última atualização: Série D de 2017.
| Competição | Competição | Temporadas | Títulos | Pts. | J  | V | E | D | GP | GC |
| ---------- | ---------- | ---------- | ------- | ---- | -- | - | - | - | -- | -- |
| Brasil     | Série D    | 2          | —       | 5    | 12 | 0 | 5 | 7 | 5  | 14 |

## Campanhas
| Competição nacional               | Títulos                               | Vice-campeonatos |
| --------------------------------- | ------------------------------------- | ---------------- |
| Campeonato Brasileiro Série D (0) |                                       |                  |
| Campeonato Brasileiro Sub-17 (1)  | Campeonato Brasileiro Sub-17 2013 (1) |                  |

| Competição regional | Títulos                                 | Vice-campeonatos                           |
| ------------------- | --------------------------------------- | ------------------------------------------ |
| Série A1 (0)        |                                         | Série A 2016 (1)                           |
| Série A2 (0)        |                                         |                                            |
| Série A3 (1)        | Série A3 2019 (1)                       |                                            |
| Série B (1)         | Série B 2008 (1)                        |                                            |
| Copa Paulista (0)   |                                         | Copa Paulista 2012, Copa Paulista 2013 (2) |
| Copa Energil C (1)  | Copa Energil C 2008 (1) (Maior campeão) |                                            |

| Competição de base        | Títulos                  | Vice-campeonatos               |
| ------------------------- | ------------------------ | ------------------------------ |
| Paulista Sub-20 (0)       |                          |                                |
| Paulista Sub-17 (1)       | Paulista Sub-17 2008 (1) | Paulista Sub-17 2007 (1)       |
| Paulista Sub-15 (1)       | Paulista Sub-15 2012 (1) | Paulista Sub-15 2007 (1)       |
| Paulista Sub-13 (0)       |                          |                                |
| Paulista Sub-11 (0)       |                          |                                |
| Copa Promissão Sub-17 (1) | Copa Promissão 2013 (1)  | Copa Promissão 2007 (1)        |
| Copa São Roque Sub-20 (0) |                          | Copa São Roque Sub-20 2009 (1) |

Nota: em negrito competições vigentes na atualidade.

## Outras equipes

### Futebol feminino
A equipe de futebol feminino no Audax está ativa desde 2015, e já conseguiu ser semifinalista do Campeonato Paulista Feminino em duas oportunidades, e campeão da Copa do Brasil de Futebol Feminino de 2016, logrando classificação para representar o Brasil na Copa Libertadores da América de Futebol Feminino de 2017, estreando em competições continentais e se tornando uma das potências do  futebol feminino brasileiro, ganhando-a logo em sua primeira participação.
Títulos do futebol feminino
| CONTINENTAIS | CONTINENTAIS                 | CONTINENTAIS | CONTINENTAIS               |
|              | Competição                   | Títulos      | Temporadas                 |
| ------------ | ---------------------------- | ------------ | -------------------------- |
|              | Copa Libertadores da América | 1            | 2017                       |
| NACIONAIS    |                              |              |                            |
|              | Competição                   | Títulos      | Temporadas                 |
|              | Copa do Brasil               | 1            | 2016                       |
| TOTAL        |                              |              |                            |
|              | Competição                   | Títulos      | Temporadas                 |
|              | Títulos oficiais             | 2            | 1 nacional e 1 continental |

### Categorias de base

#### Títulos
- Campeonato Paulista Sub-17: 2008
- Campeonato Paulista Sub-15: 2012 e 2015
- Copa Promissão Sub-17: 2013[61]

#### Campanhas de destaque
- Campeonato Paulista Sub-17: 2007
- Campeonato Paulista Sub-15: 2007
- Copa São Roque Sub-20: 2009

## Uniformes

### Uniformes atuais
- Uniforme principal: Camisa vermelha, calção e meias vermelhas.
- Uniforme alternativo: Camisa branca, calção e meias brancas.

| 1º uniforme | 2º uniforme |

### Uniformes anteriores
- 2015

| 1º uniforme | 2º uniforme |

- 2014

| 1º uniforme | 2º uniforme |

- 2013

| 1º uniforme | 2º uniforme |

## Símbolos

### Escudo
| Evolução do Escudo do Grêmio Osasco Audax | Evolução do Escudo do Grêmio Osasco Audax | Evolução do Escudo do Grêmio Osasco Audax | Evolução do Escudo do Grêmio Osasco Audax | Evolução do Escudo do Grêmio Osasco Audax | Evolução do Escudo do Grêmio Osasco Audax | Evolução do Escudo do Grêmio Osasco Audax | Evolução do Escudo do Grêmio Osasco Audax |
| 1985 – 2011                               | 2011 – 2013                               | 2013 – Atual                              |                                           |                                           |                                           |                                           |                                           |
| ----------------------------------------- | ----------------------------------------- | ----------------------------------------- | ----------------------------------------- | ----------------------------------------- | ----------------------------------------- | ----------------------------------------- | ----------------------------------------- |

## Sedes e estádios

### Estádio José Liberatti
O Estádio Municipal Prefeito José Liberatti conhecido também como "Rochdalão" está localizado na Avenida Brasil, nº 1361, no Jardim Rochdale, zona norte do município de Osasco, e tem capacidade atual para um pouco mais de 17 mil pessoas. Foi inaugurado pelo Prefeito Celso Antônio Giglio em 26 de dezembro de 1996. Na partida inaugural, o primeiro gol foi marcado por Sérgio Manoel, na vitória do Palmeiras por 1x0 sobre o Corinthians. O nome do estádio foi uma homenagem a um antigo prefeito da cidade, José Liberatti (1970-1973).

## Rivalidades

### Grêmio Esportivo Osasco x Audax (GEO x GOA)
Também chamado de Clássico dos irmãos ou Clássico osasquense, é a denominação dada ao confronto do Audax com o Grêmio Esportivo Osasco. O Grêmio Esportivo Osasco tem se caracterizado como um dos maiores rivais do Audax, pois ambos já disputaram partidas com grande rivalidade, além do episódio da compra do clube pelo Grêmio Osasco. Apesar disso, o confronto entre as equipes costuma na maioria das vezes ser em clima amistoso.

### Juvedax
O confronto do Audax com o Clube Atlético Juventus sustenta rivalidade pelo fato da equipe grená já ter cedido durante diversas oportunidades seu campo, o Estádio Conde Rodolfo Crespi, localizado no bairro da Mooca, em São Paulo, sede do moleque travesso. A maioria dos confrontos entre os times ocorreu em torneios de base.

## Partidas históricas
A seguir algumas das partidas mais importantes da história do futebol do Audax:

### Jabaquara 2x2 Pão de Açúcar (7 de abril de 2007)
Esta foi a primeira partida do Pão de Açúcar. O PAEC jogou apenas seis partidas no ano de 2007. O time entrou em campo com camisas verdes para a disputa da partida. Apesar disso, no estatuto do time, já tinham sido definidas as cores azul e amarelo (que sofreria a adição da cor vermelho após a venda do clube). Curiosamente, o PAEC utilizou a camisa verde apenas em 2007. Os gols foram marcados por Wellington, o primeiro da história do clube e Denílson Luiz.

### Audax 2x1 Palmeiras (20 de março de 2016)
Foi a primeira vitoria do Audax contra um dos quatro grandes de São Paulo. Com essa vitória o Audax assumiu a liderança do grupo C do Campeonato Paulista 2016.

### Audax 4x1 São Paulo (17 de abril de 2016)
Durante partida das quartas de final do Campeonato Paulista Série A1, a equipe aplicou uma goleada no time paulistano por 4 a 1, com gols marcados por Ytalo (2), Mike e Juninho, com Calleri descontando para o time paulistano, garantindo a vaga para as semifinais, onde enfrentou o Corinthians.

### Corinthians 2(1)x(4)2 Audax (23 de abril de 2016)
O time de Osasco mesmo jogando na Arena Corinthians não se intimidou. Saiu na frente com um golaço de Bruno Paulo. O Corinthians empatou com André. Mais tarde Tchê Tchê fez mais um golaço para os visitantes. André empatou novamente dando números finais no tempo normal. Nas penalidades Velicka, Tchê Tchê, Ytalo e Camacho fizeram os gols da classificação histórica para a final do Paulistão 2016 enquanto que apenas André fez para o Corinthans. Fagner mandou na trave e Sidão defendeu a cobrança de Rodriguinho. O Audax enfrentou o Santos FC na final do Campeonato Paulista de 2016, terminando o campeonato na vice-colocação.